# Lake Worth (Texas)
Lake Worth è una città degli Stati Uniti d'America, situata nello Stato del Texas, nella Contea di Tarrant.